# Ballingendecreet
Het ballingendecreet is de naam die in het oud-historische onderzoek wordt gegeven aan de algemene verordening van de Macedonische koning Alexander de Grote, die de directe kwijtschelding van straf van alle Griekse ballingen met uitzondering van de wegens moord of heiligschennis veroordeelden inhield.
De bronnen leveren slechts schetsen op met betrekking tot het precieze ontstaan van deze verordening alsook de doorslaggevende gebeurtenissen, die Alexander ertoe brachten onmiddellijk tot het besluit van het ballingendecreet te komen. Daarom blijkt een exacte datering van deze kwijtschelding uitermate moeilijk. In het historisch onderzoek wordt er algemeen van uitgegaan, dat Alexander het besluit voor dit bevelschrift reeds meerdere maanden voor diens publieke afkondiging had opgesteld, mogelijkerwijs in het voorjaar van 324 v.Chr. Omstreden is het doel van de kwijtschelding, met dewelke Alexander de in 338 v.Chr. met de Grieken gesloten overeenkomsten brak door zich openlijk en ingrijpend in de interne politiek van de steden in te mengen; er wordt gedacht, dat de koning de poleis bewust wou verzwakken, doordat hij door de terugkeer van de bannelingen onvrede stichtte en tegelijkertijd onder de teruggekeerden trouwe bondgenoten had.
Alexander stuurde de officier Nikanor van Stageira, de schoonzoon van Aristoteles, naar Olympia met de opdracht, Alexanders brief aan de Griekse bannelingen tijdens de Olympische Spelen te laten voorlezen. Waarschijnlijk op de hoofdfeestdag, op 4 augustus 324 v.Chr., gaf Nikanor het schrijven aan de zegerijke heraut, die aansluitend de brief van Alexander en daarmee de mededeling van de terugkeerbelofte aan alle Griekse ballingen uitgezonderd moordenaars, tempelrovers en mogelijk Thebanen in hun geboortesteden voor vermoedelijk rond de 20.000 aanwezige bannelingen afkondigde. Hierbij ging het vermoedelijk hoofdzakelijk om mensen, die in de nasleep van burgeroorlogen (staseis) uit hun thuisstad waren verdreven geworden. Als garantiemacht voor de realisering van deze algemene order aan de Griekse staten zou het toentertijd door Antipatros van Paliura als regent geleide Macedonië optreden.

## Antieke bronnen
Literaire bronnen
- Deinarchus van Korinthe, Orationes, Katá Dēmosthénous (1) 81–82 (ed. trad. Loeb).
- Diodorus van Sicilië, Bibliotheca Historica XVII 109.1, XVIII 8.2-7.
- Hypereides van Athene, Orationes 5 col. 18, 4.19.
- Marcus Iunianus Iustinus, Historiarum Philippicarum XIII 5.1-7.
- Plutarchus van Chaironeia, Alexander.
- Plutarchus van Chaironeia, Moralia.
- Quintus Curtius Rufus, Historia Alexandri Magni Macedonis X 2.4-7.

Inscriptie
- Sylloge Inscriptionum Graecarum: SIG³ nr. 306.